# Die Buntkarierten
Die Buntkarierten è un film drammatico del 1949 diretto da Kurt Maetzig, adattamento del radiodramma Während der Stromsperre di Berta Waterstradt.
È stato il primo film girato dall'attrice tedesca Camilla Spira dal 1935, quando a causa delle sue origini ebraiche (il padre era l'attore e cantante austriaco Fritz Spira) le fu impedito di lavorare dal regime nazista.

## Trama
Dramma familiare che segue le vicende di Guste, figlia illegittima di una cameriera, durante quasi 70 anni di storia tedesca dal periodo di Guglielmo II alla fine della seconda guerra mondiale.

## Produzione
Il regista Kurt Maetzig accettò di dirigere Die Buntkarierten solo dopo che la DEFA rifiutò la sua proposta di realizzare una trasposizione di Grüne Oliven und nackte Berge, romanzo di Eduard Claudius ambientato durante la guerra civile spagnola. Anche la nuova sceneggiatura, scritta con Berta Waterstradt, venne inizialmente respinta dalla DEFA e una volta accettata la lavorazione fu relativamente priva di censure. Secondo lo stesso Maetzig, le autorità di occupazione erano determinate a non forzare un sistema in stile sovietico ma a permettere alla nascente Repubblica Democratica Tedesca lo sviluppo di un proprio modello di socialismo. Sebbene alcune critiche furono comunque mosse, come la rappresentazione ritenuta troppo "passiva" del proletario Paul, il regista si rifiutò di apportare modifiche alla sceneggiatura.

## Distribuzione
Il film fu distribuito in Germania Est a partire dall'8 luglio 1949. Alla première che si tenne al Kino Babylon di Berlino assistettero anche lo scrittore Arnold Zweig, il drammaturgo e diplomatico Friedrich Wolf e il maggiore Sergei Tiulpanov dell'Amministrazione militare sovietica in Germania. Nel settembre dello stesso anno fu proiettato in concorso al Festival di Cannes, con il titolo Les quadrilles multicolores.
Nel 1956, l'associazione Zille Gesellschaft Berlin propose di proiettare il film alla 6ª edizione del Festival di Berlino. Il direttore Alfred Bauer si oppose, in linea con la politica del festival di escludere film prodotti dalla DEFA, e nonostante le pressioni esercitate dall'associazione Die Buntkarierten non fu incluso nel programma.

### Date di uscita
- Germania Est (Die Buntkarierten) - 8 luglio 1949
- Austria (Die Buntkarierten) - 20 ottobre 1950
- Finlandia (Ihmisen äiti) - 22 febbraio 1952
- Svezia (En kvinnas offer) - 10 marzo 1952

## Accoglienza
Con oltre 4 milioni di biglietti venduti, il film ottenne un grande successo di pubblico in tutti i settori della Germania.
Sul settimanale Der Spiegel furono apprezzate in particolare la regia di Kurt Maetzig e la performance di Camilla Spira, il quotidiano Die Neue Zeitung della zona di occupazione americana lo definì "una grande epopea" e anche l'organo del SED Neues Deutschland dette la sua approvazione alla pellicola.
Lo storico Michael Geyer ha scritto che il film offre un'interpretazione marxista-leninista della storia tedesca, raccontando secondo questa visione i grandi eventi del XX secolo. Secondo l'autore Nick Hodgin il film ha mostrato uno dei primi esempi di protagonista femminile "sicura di sé", figura emblematica nei successivi film della DEFA, mentre gli studiosi di cinema Mira e Antonin J. Liehm hanno giudicato il finale di Die Buntkarierten "schematico" e anticipatore dello stile propagandistico di Der Rat der Götter, girato da Maetzig l'anno successivo.

## Riconoscimenti
1949
- Premio nazionale della Repubblica Democratica Tedesca
Premio di Classe II (arte e letteratura) a Kurt Maetzig, Berta Waterstradt, Camilla Spira e Friedl Behn-Grund
- Festival di Cannes
Nomination Grand Prix